# تختخواب و صبحانه (فیلم ۲۰۰۶)
«تختخواب و صبحانه» (انگلیسی: Bed & Breakfast (2006 film)) فیلمی در ژانر درام است که در سال ۲۰۰۶ منتشر شد.